# Монтегю, Александр, 13-й герцог Манчестер
Александр Чарльз Дэвид Дрого Монтегю, 13-й герцог Манчестер (англ. Alexander Montagu, 13th Duke of Manchester; род. 11 декабря 1962 года) — австралийский преступник и британский наследственный пэр, унаследовал герцогство Манчестер от своего отца в 2002 году. Он является гражданином Великобритании и Австралии, живёт в США с 1986 года.

## Биография
Родился 11 декабря 1962 года. Старший сын Ангуса Монтегю, 12-го герцога Манчестера (1938—2002), и уроженки Австралии Мэри Ивлин Макклар, газетного обозревателя. Младшие братья и сестры — лорд Кимбл Уильям Дрого Монтегю (род. 1964) и леди Эмма Луиза Эвелин Монтегю (1965—2014).
В 1984 году Александр Монтегю женился на Мэрион Стоунер, австралийской фотомодели, которая была на 20 лет старше. Отношения длились два месяца; Стоунер ушел после того, как обвинил Александра в стрельбе из подводного ружья в неё. В 1985 году Монтегю был приговорен к трем годам тюрьмы после того, как был осужден за 22 обвинения в мошенничестве. В 1991 году его снова арестовали в Брисбене после того, как он продал взятую напрокат машину.
После иммиграции в США в 1986 году Александр Монтегю женился на Венди Бьюфорд в 1993 году. Он не получил развод от своей первой жены до 1996 года, через три года после его второго брака. У супругов было двое детей:
- Александр Майкл Чарльз Дэвид Фрэнсис Эдвард Уильям Кимбл Дрого Монтегю (род. 13 мая 1993)[4][5]
- Леди Эшли Фейт Максин Нелл Беатрикс Монтегю (род. 16 июня 1999)[6][7]

Монтегю и Бьюфорд расстались через 15 лет и развелись в 2007 году. Затем он снова женился на американской агентше по недвижимости Лоре Смит. Сообщается, что в 2009 году герцог сообщил, что его брак с Бьюфорд в 1993 году был недействителен, поскольку он все ещё был женат на своей первой жене из Австралии. Он перестал выплачивать алименты, и семейный фонд прекратил выплаты детям . Бьюфорд успешно подал в суд от имени их двоих детей. В 2011 году судья Высокого суда Кристофер Флойд постановил, что двое детей, даже если они родились, когда их родители не состояли в законном браке, имеют право на доверительные фонды, поскольку «[Бьюфорд] обоснованно полагала, что брак действителен». В соответствии с Законом о легитимности 1959 года дети от недействительных браков должны считаться законными, если «во время полового акта, приведшего к рождению», или во время свадьбы, если любая из сторон " обоснованно полагала ", что брак действительно был действительным.
В 2013 году герцог был обвинен в мошенничестве в Лас-Вегасе за то, что, как сообщается, в 2011 году он сознательно передал чек на сумму 3 575 долларов без " денежных средств, имущества или кредита " для подтверждения чека. Он не возражал против обвинения и получил 90 дней условно и шесть месяцев для выплаты долга. Однако после неуплаты долга и неявки в суд в июне 2014 года был выдан судебный ордер на его арест.

## Титулы
- 13-й герцог Манчестер (с 25 июля 2002)
- 16-й граф Манчестер, графство Ланкастер (с 25 июля 2002)
- 16-й виконт Мандевиль (с 25 июля 2002)
- 16-й барон Кимболтон из Кимболтона, графство Ланкастер (с 25 июля 2002).